# 四誓偈

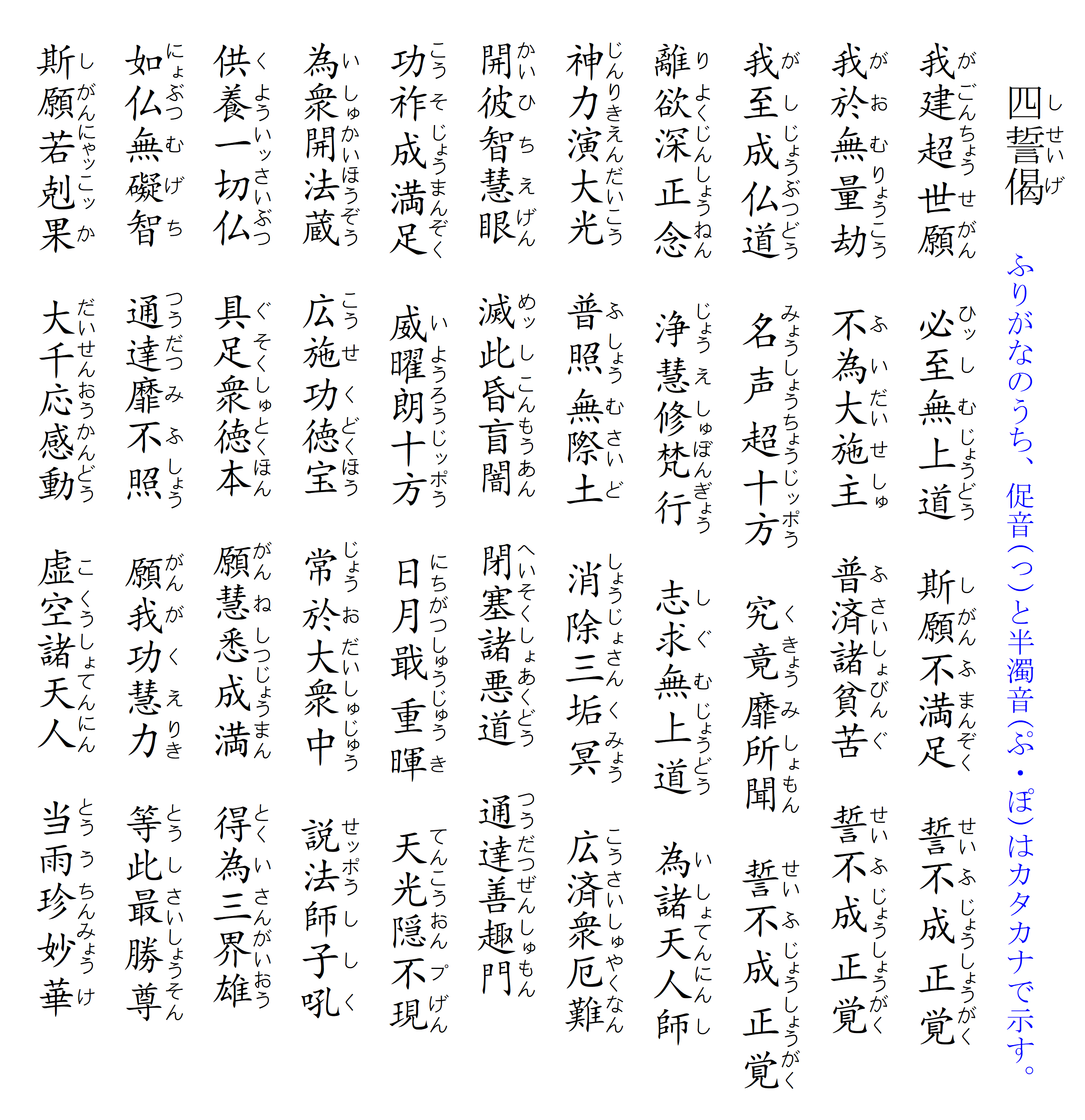
四誓偈。よみがなは、仏教の宗派や、読誦する人ごとに微妙な違いがある。(#勤行での読誦)

四誓偈（しせいげ）は、「三誓偈」あるいは「重誓偈」ともいう。『仏説無量寿経』の中の偈である。日本仏教では、康僧鎧が漢訳した『仏説無量寿経』の220文字（五言4句、11行）の四誓偈が読誦される。

## 名称
四誓偈の呼称は、仏教の宗派によって異なる。
浄土宗では『浄土宗要集』（1237年成立）以来、四誓偈と称する。その理由は、偈の冒頭部で「誓不成正覚（誓って正覚を成ぜじ）」と3回、誓いを繰り返す部分に加えて、末尾のくだりも4つ目の誓いであると、浄土宗では見なすからである。
浄土真宗では、偈の末尾のくだりは誓いにカウントせず、「三誓偈」あるいは「重誓偈」と称する。

## 内容
法蔵比丘（阿弥陀如来）が、師である世自在王仏に向かって48の願（四十八願）を述べたあと、重ねて「偈（げ）」の形式で誓ったものである。
- 第一の誓いは「私の願いが成就するまで、私は仏になりません」（斯願不満足　誓不成正覚）。
- 第二の誓いは「悩み苦しむ人びとを救えぬうちは、私は仏になりません」（不為大施主　普済諸貧苦　誓不成正覚）
- 第三の誓いは「私は、自分の名声（みょうしょう。「南無阿弥陀仏」）が聞かれぬ所が残っているうちは、仏になりません」（我至成仏道　名声超十方　究竟靡所聞　誓不成正覚）。

その後、自分は菩薩の修行に励んで苦しむ人々をあまねく救いたいという決意を述べ、最後は「この願いがもしかなえば、三千大世界が感動に包まれ、天の神々が美しい花を雨のように降らせてくださいますよう」（斯願若剋果　大千応感動　虚空諸天人　当雨珍妙華）と願いの成就を祈る。
なお、浄土真宗の親鸞は正信偈の冒頭で
五劫思惟之摂受（）
重誓名声聞十方（）
という形で、重誓偈（四誓偈の浄土真宗での呼称）の第三の誓い「名声超十方　究竟靡所聞　誓不成正覚」を引用している。

### 漢文
以下は、『大正大蔵経』(#360 無量寿経巻上 p.269)に載せる康僧鎧訳である。
上記のうち、大正大蔵経と、日本仏教の流布本では、
究竟靡不聞　→　究竟靡所聞
明済衆厄難　→　広済衆厄難
如仏無量智　→　如仏無礙智
通達靡不遍　→　通達靡不照
など字句の出入りがある。

### 読み下し
以下に、日本仏教の流布本の偈文と、漢文訓読による読み下しの一例を示す。読み下しのしかたや、漢字の音読みの読み方は、宗派や読誦者によって違う。例えば「功祚」は、島地大等は「こうそ」と読むが、「くそ」と読む人もいる。

## 勤行での読誦
日本の勤行では、浄土宗や浄土真宗などで康僧鎧訳『仏説無量寿経』の四誓偈が読誦される。
読誦のときの漢字の読み方は、宗派や読誦者の違い、時代の変化によって微妙な差異がある。例えば浄土真宗本願寺派では、「天光隠不現」（てんこうおんぷげん）と「常於大衆中」（じょうおだいしゅちゅう）を、それぞれ「てんこうおんふげん」「じょうおだいしゅじゅう」と読む。